# لیونس
لیونس (انگلیسی: Lyoness) شرکت فناوری اطلاعات اتریشی است، که در سال ۲۰۰۳ تأسیس شد.